# Tancerki
Tancerki (Bunheads, 2012–2013) – amerykański serial telewizyjny nadawany przez stację ABC Family od 11 czerwca 2012 roku. W Polsce nadawany będzie na kanale Fox Life od 16 września 2012 roku. Stworzony przez Amy Sherman-Palladino i Lamar Damon. Stacja ABC Family anulowała serial w lipcu 2013 roku.

## Fabuła
Serial koncentruje się wokół Michelle Simms (Sutton Foster), byłej baletnicy, która pracuje w Los Angeles jako tancerka rewiowa. Gdy uświadamia sobie, że jej kariera stoi w martwym punkcie, wychodzi za mąż za swojego wielbiciela Hubbella Flowersa (Alan Ruck). Razem przeprowadzają się do nadmorskiego miasteczka, Paradise. Niedługo po tym wydarzeniu Hubbell ginie w wypadku samochodowym. 
Teraz Michelle stara się dostosować do życia w małym miasteczku i rozpoczyna pracę jako nauczycielka w szkole baletowej Paradise Dance Academy należącej do jej teściowej Fanny Flowers (Kelly Bishop).

## Obsada

### Pierwszoplanowa
- Sutton Foster jako Michelle Simms
- Kelly Bishop jako Fanny Flowers
- Kaitlyn Jenkins jako Bettina "Boo" Jordan
- Julia Goldani Telles jako Sasha Torres
- Bailey Buntain jako Ginny Thompson
- Emma Dumont jako Melanie Segal

### Drugoplanowa
- Stacey Oristano jako Truly Stone
- Gregg Henry jako Rico
- Dendrie Taylor jako Nina
- Rose Abdoo jako Sam
- Valerie Pettiford jako Vi
- Ellen Greene jako przyjaciółka Fanny

## Odcinki
| Sezon | Sezon | Odcinki | Oryginalna emisja | Oryginalna emisja | Oryginalna emisja | Oryginalna emisja | Oryginalna emisja |
| Sezon | Sezon | Odcinki | Premiera sezonu   | Finał sezonu      | Premiera sezonu   | Finał sezonu      |                   |
| ----- | ----- | ------- | ----------------- | ----------------- | ----------------- | ----------------- | ----------------- |
|       | 1     | 18      | 11 czerwca 2012   | 25 lutego 2013    | 16 września 2012  | 10 marca 2013     |                   |